# Acafellas
Acafellas es el tercer episodio de la primera temporada de la serie de televisión Glee. El episodio muestra al director del Club Glee, William Schuester, cuando forma un grupo masculino que interpreta canciones a cappella llamado los Acafellas, lo cual provoca que le preste poca atención al club de coro por dedicarse a su nueva actividad musical.
El cantante Josh Groban aparece como a sí mismo, John Lloyd Young aparece como maestro de taller en el papel de Henri St. Pierre, y Victor Garber y Debra Monk interpretan a los padres de Will. El episodio cuenta con siete interpretaciones musicales, incluyendo la canción instrumental "La Camisa Negra", interpretadas en la guitarras de Mark Salling.Las grabaciones de estudio de dos de las canciones interpretadas fueron lanzados como sencillos, disponibles para su descarga digital, y dos de las canciones también aparecen en el álbum debut Glee: The Music, Volume 1.
El episodio fue visto por un total de 6,69 millones de espectadores en Estados Unidos y recibió comentarios mixtos de la crítica especializada.Tim Stack de Entertainment Weekly y Mike Hale del New York Times dieron la bienvenida al regreso de Stephen Tobolowsky como Sandy Ryerson, mientras que Ryan Brockington del New York Post y Raymund Flandez de The Wall Street Journal elogiaarón la interpretación de Riley en "Bust Your Windows" de la cantante Jazmine Sullivan.Sin embargo, Rachel Ray, revisar el episodio de The Independent, consideró al episodio como "sobrevalorado [...] sin inspiración, confuso y con un argumento sencillo para arrancar".

## Argumento
El episodio comienza con Will (Matthew Morrison) diciéndoles a sus padres en una cena que Terri (Jessalyn Gilsig) está embarazada, ellos se emocionan mucho, pero Terri, por otro lado, se encuentra sorprendida y aterrada, ya que ella es la única que sabe que su embarazo es falso. El padre de Will (Victor Garber) le dice a su hijo que la paternidad trata sobre tener agallas, y se arrepiente de no haber seguido su sueño de ser abogado. Más tarde, Rachel (Lea Michele) le dice a Will que necesitan practicar las coreografías. Los chicos proponen contratar a Dakota Stanley (Whit Hertford), un coreógrafo profesional que ha trabajado en muchos musicales de Broadway.
El profesor del taller de carpintería adicto a los medicamentos, Henri St. Pierre (John Lloyd Young), vuelve al colegio luego de haber perdido sus pulgares en un accidente con una guillotina en el taller de carpintería. "Ya no podré viajar a dedo por toda Europa", dice disgustado. En el salón de profesores, varios miembros masculinos del personal del colegio intercambian anécdotas de sus vidas. Luego de una particularmente inspiradora y excelente entonación de 'Porque es un Buen Compañero', Will decide formar un grupo de intérpretes a cappella llamado los "Acafellas" con Sandy (Stephen Tobolowsky), Henri y Howard (Kent Avenido). 
En casa, Terri mantiene relaciones sexuales con Will más seguido con la intención de quedar embarazada realmente. Will se pierde las prácticas del Club Glee por reunirse con los Acafellas. Finn (Cory Monteith) culpa a Rachel de haber alejado a Will por la crítica que le hizo con respecto a la coreografía. Los miembros del coro deciden contratar a Dakota. Rachel y Finn tienen una discusión con respecto a la recriminación por parte de él chico hacia ella, y Rachel sostiene que quiere contratar a Dakota, incluso si eso provoca que Finn renuncie al coro. Las Cheerios, funcionando como espías, le pasan la última información a Sue (Jane Lynch) con respecto a su plan de destruir el Glee Club desde adentro. Quinn (Dianna Agron) piensa que Dakota será tan duro con los chicos del coro que ellos querrán "renunciar o suicidarse". Mercedes (Amber Riley) desea tener un novio por lo que Las Cheerios la animan a ir detrás de Kurt (Chris Colfer).
Los Acafellas interpretan la canción "Poison" en un bar deportivo. Luego de la presentación, el director Figgins le pide a Will que se presenten la próxima reunión del PTA. Un periódico local publica un artículo sobre la presentación de los Acafellas. Sandy (a quien no le han permitido entrar al grupo) quiere entrar, diciendo que Josh Groban estará en la reunión del PTA. Sandy es un fanático empedernido de Groban, luego de que el mismo lo agregara accidentalmente como su amigo en MySpace, y oyó que Groban puede estar buscando unos teloneros para su próximo espectáculo. 
Mientras van de camino a ver el ensayo de uno de los grupos de Dakota, Mercedes le pide a Kurt una cita. Fuera del lugar, varios miembros del grupo coreografiado por Dakota, sobre todo una chica llamada Andrea Cohen, les advierten a los chicos de New Directions que Dakota es demasiado exigente. Luego de un espectacular ensayo por parte de Vocal Adrenaline, Dakota les grita que se bajen de su escenario. Momentos más tarde, Dakota les dice a los chicos del McKinley que el precio por sus servicios es de $8,000.
Howard llama a Will para decirle que renuncia a los Acafellas. Emma (Jayma Mays) le dice a Will y Ken (Patrick Gallagher) que Henri ha ido internado en rehabilitación. Emma convence a Will de no rendirse con el grupo. Finn le dice a Will que quiere dejar el Club de Coro, que ya no se divierte. Will le dice a Finn si está interesado en unirse a los Acafellas, y el chico accede. Por otro lado, el jugador de fútbol del peinado mohicano y caza madres, Puck, le pide a Ken para entrar en los Acafellas. Los nuevos Acafellas practican sus pasos de baile. Rachel y Tina (Jenna Ushkowitz) intentan advertirle a Mercedes que Kurt es gay. Mercedes no les hace caso, y les dice que está cansada de sentirse tan sola. Sue hace que las Cheerios ayuden a los chicos del Club Glee a recaudar fondos para contratar a Dakota lavando autos. Cuando Mercedes le pregunta a Kurt si ya pueden hacer su relación "oficial", él le dice que está enamorado de alguien más. El chico se queda mirando a Finn, pero le dice a Mercedes que es de Rachel de quien está enamorado. Ante esto, Mercedes toma una piedra y la lanza contra la ventana de la camioneta que está lavando Kurt, haciéndola añicos, y acto seguido comienza el número de la canción "Bust Your Windows".
En el primer ensayo con Dakota, el nuevo coreógrafo comienza por echar a Artie (Kevin McHale) y a Mercedes, y luego se burla del resto por su apariencia, condición física o color, excepto de las animadoras. Cuando todos comienzan a renunciar al coro, Rachel decide que deberían despedir a Dakota y celebrar por ser diferentes. Antes de subir al escenario, Sandy les dice a sus compañeros de Acafellas que Josh Groban está entre la audiencia ahora mismo. Durante su presentación de "I Want to Sex You Up", Terri nota cómo Emma disfruta viendo a Will. Groban va detrás del escenario y le entrega a Sandy una orden de restricción. En el estacionamiento, luego del show, Terri le dice a Will lo impresionante que estuvo la presentación. Por otro lado, se ve a Groban seduciendo a la madre de Will . Will le dice a su padre que ser parte de los Acafellas fue divertido, pero su verdadera pasión es enseñar, y que por eso disolverá el grupo. El padre de Will le confiesa a su hijo que ha decidido perseguir su sueño de ser abogado, y que se inscribió en la Universidad de Derecho. Al día siguiente, en el colegio, Kurt le confiesa a Mercedes que es gay. El también revela que ella es la primera persona a la que se lo dice. Mercedes le dice que no debería sentirse avergonzado de lo que es. Kurt le responde que no es una persona lo suficientemente segura como para ser él mismo. El Club Glee vuelve a sus actividades normalmente para ponerse a trabajar en un nuevo número, ahora más fortalecidos y confiados, no solo por la experiencia de los chicos con Dakota, sino también por la de Will con los Acafellas. Ante esto, Sue se pone furiosa con las animadoras por haber fallado en la tarea de hacer caer al Club Glee, y les dice: "Les voy a tener que pedir que huelan sus axilas. ¡Ese es el olor del fracaso!." Quinn le dice a Sue que ella le enseñó que "cuando realmente crees en ti mismo, no necesitas hacer caer a otras personas.

## Producción
Los miembros recurrentes del elenco que aparece en "Acafellas" son Stephen Tobolowsky como el exdirector del Club Glee Sandy Ryerson, Patrick Gallagher como el entrenador de fútbol americano Ken Tanaka, Iqbal Theba como el director Figgins, Kent Avenido como el empleado Howard bambú, Naya Rivera y Heather Morris como las miembros del Club Glee Santana López y Brittany S. Pierce. Whit Hertford es una de las estrellas invitadas, como el coreógrafo Dakota Stanley.  Cheyenne Jackson originalmente iba a ser Dakota Stanley, pero cuando llegó a California se enteró de que tenía la gripe. John Lloyd Young es Henri, un profesor jubilado con una voz excelente", Victor Garber y Debra Monk interpretan a los padres de Will. Morrison estaba" encantado "por la actuación de Garber, después de haber sido un fan desde hace mucho tiempo de él. Josh Groban fue invitado especial . Colfer dijo que el rap de Morrison en el episodio era una habilidad adquirida, con Gilsig comento: “Él puede hacerlo, no parecía una broma”, en realidad parecía totalmente auténtico, y fue fantástico. Creo que tiene solo una gama musical increíble. La gente como que ha estado cantando toda su vida, tienen un símbolo de eso. Riley considera que Kurt está saliendo en el episodio "muy emocional" y "es una de mis escenas favoritas". Colfer describió la escena como "muy respetuosa y muy conmovedora [...] muy, muy real y seria."

## Música
El episodio consta de las siguientes versiones de "For He's a Jolly Good Fellow", "This Is How We Do It" de Montell Jordan, "Poison" de Bell Biv DeVoe, "Mercy" de Duffy, "Bust Your Windows" de Jazmine Sullivan. "I Wanna Sex You Up" de Color Me Badd y una interpretación instrumental de La Camisa Negra de Juanes. Las grabaciones de estudio de "Bust Your Windows" y "Mercy" fueron puestas en libertad como singles, disponibles para Descarga Digital. "Bust Your Windows" también se ofrece en Glee: The Music, Volume 1, con un estudio de grabación de "I Wanna Sex You Up" incluida como Bonus Track en los discos comprados de Target.

## Recepción

### Audiencia
"Acafellas" fue visto por 6.642 millones de espectadores de EE. UU. y alcanzó una calificación de cuota en pantalla de 3,1/8 en la demográfica de 18-49. Fue el programa más visto décimo en Canadá para la semana, con 1.44 millones de espectadores. En el Reino Unido, el episodio se estrenó justo después del episodio piloto, y fue visto por 1.68 millones de espectadores (1,29 millones en E4, y 398.000 en Timeshift), convirtiéndose en el programa más visto en E4 y E4+1 de la semana, y el espectáculo más visto en el cable de la semana.

### Respuesta Crítica

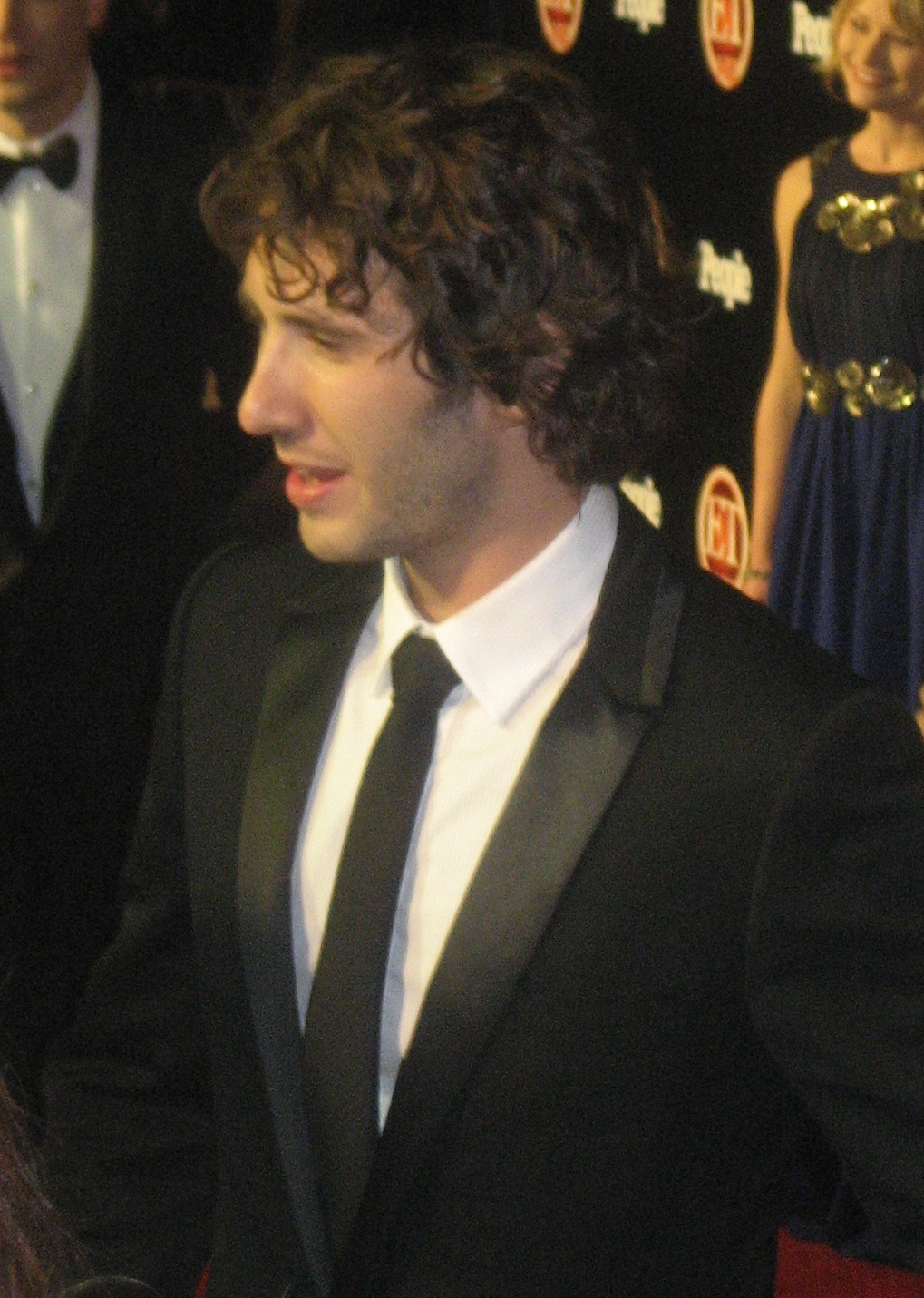
Mike Hale, de The New York Times llamó la aparición de Josh Groban, como lo más destacado del episodio.

El episodio recibió críticas mixtas de los críticos. Tim Stack de Entertainment Weekly revisó el episodio de manera positiva, considerándolo potencialmente, incluso mejor que el estreno de la temporada. Stack escribió que el mejor aspecto del episodio fue el foco puesto en los personajes de menor importancia, tales como Puck, Mercedes y Kurt. Elogió a Lynch como Sue y escribió: "Stephen Tobolowsky como Sandy se convirtió en uno de los personajes más fiable para grandes líneas". Él estaba decepcionado de que Garber no cantó en su papel de padre de Will, pero esperaba que lo pudiera hacer en futuros episodios. Ryan Brockington de New York Post afirmó que "la clave para este espectáculo se encuentra directamente dentro de las mujeres", alabando a Michele como Rachel, Agron como Quinn y Riley como Mercedes, y señaló que en "Acafellas" , Riley "por fin tuvo la oportunidad de brillar". Raymund Flandez de The Wall Street Journal elogió la entrega de Riley en "Bust Your Windows" como "sensacional". Y consideró que el rendimiento de Acafellas en "I Wanna Sex You Up", fue cursi, pero señaló: "se trata de la escuela secundaria, Cursi pero de rigor" Shawna Malcolm para el diario Los Angeles Times escribió que aunque "Bust Your Windows" era más de la parte superior [...] la emoción detrás de todo esto se sentía adecuadamente real.
Mike Hale, de The New York Times criticó el episodio, hablando de la serie "cada vez marcha más rápido hacia el país de Hallmark." Él comentó que si bien "Acafellas" no corresponde con el estándar del episodio piloto, era más divertido "Showmance", y elogió el regreso de Stephen Tobolowsky como Sandy Ryerson Hale llama al cameo de Groban "sobre todo divertido" en el episodio, pero en general señaló que: "El humor no puede suplir la falta de grandes cifras de producción [...] El problema de este espectáculo es siempre la manera de llenar los vacíos entre las canciones. Muchas de las líneas de la trama actual, como Will y el bebé fantasma de su esposa, ya están envejeciendo, por lo que le tocaría a los productores mantener los espacios lo más breve posible." Rachel Ray de The Independent considera a Glee sobrepromocionado [...] sin inspiración, confuso y con un argumento sencillo para arrancar." Ray escribió, el "mensaje optimista" de Glee es reemplazado por el intento de la serie de ser más oscura que el run-of del drama de la escuela secundaria".  Al igual que Hale, Ray comentó que: "La música debe ser la función redentora de Glee, pero no lo es, porque el espectador nunca llega a un sabor satisfactorio de talentos por parte de los miembros del elenco. Shawna Malcolm criticó la caracterización Terri y Will en el episodio, considerando a Terri “Más que molesta”, pero escribió "Tengo confianza que el creador ... Ryan Murphy cambie el personaje de Jessalyn Gilsig a lo largo del tiempo", su apariencia sincera disculpa a la voluntad de no ser más de apoyo al grupo de chicos fue un buen primer paso. Respecto a Will, Malcolm plantea la pregunta: ¿no se siente como si su compromiso con el club Glee se desvaneció con bastante rapídez? [...] ¿Cómo podía darle la espalda con tanta facilidad? Más positivamente, Malcolm dijo que Kurt está saliendo en escenas más "encantadoras". Ella escribió que el aspecto de Groban fue reírse en voz alta divertidamente, mientras que Stack comentó: "Fue un poco al azar, pero todo vale la pena para la escena en la que Groban estaba besando a la madre de Will".